# Font dels Banys de Montanejos
La Font dels Banys (en castellà i oficialment, Fuente de los Baños), en el municipi de Montanejos, a la comarca de l'Alt Millars, és una font catalogada com Bé de Rellevància Local, dins del Pla General d'Ordenació Urbana, amb la categoria d'Espai etnològic d'interès local, amb codi 12.08.079-007, i data de publicació en el BOP 6 de març de 2012
Per arribar fins al lloc on es troba, cal sortir del nucli poblacional de Montanejos per la carretera C-20 direcció la Pobla d'Arenós i a uns cent metres ha de creuar-se el pont sobre el Riu Millars seguint la direcció a la Font la Tancada; immediatament es pren una pista asfaltada que descendeix fins al llit del riu, a una àmplia zona d'aparcament per als vehicles, d'aquí s'accedeix a la zona infantil i àrea recreativa que està al costat de la font i a la zona de banys del mateix riu Millars

## Història
Les característiques i propietats mineromedicinals de les aigües de la Font dels Banys de Montanejos tenen una llarga història. De fet, explica la tradició que el mateix Zayd Abu Zayd va manar construir uns banys, dels quals existeixen restes arqueològiques, per al seu ús tant per les dones del seu harem, com per ell mateix. Segons es diu existeixen estudis publicats (en 'La Font de Baños. Propietats Medicinals de l'Aigua Termal de Montanejos', un estudi de María Amparo Pérez Benajas) que asseguren que aquestes aigües termals prevenen la deterioració de la pell que causen els radicals lliures. A més es considera que aquestes aigües són aptes per a tractaments de malalties cardiovasculars, hepàtiques, relacionades amb la hipertensió, artritis reumatoide, etc.

## Descripció
La font és realment una deu amb un cabal d'uns 6000 litres per minut que aboca les seves aigües al riu Millars, permetent que aquest pugui mantenir el seu nivell aqüífer, ja que es veu molt minvat de cabal per la retenció d'aigües que es fa en la presa de Cirat.
Aquestes aigües brollen a una temperatura constant de 25 graus centígrads, raó per la qual ja l'any 1863, la font va ser declarada d'Utilitat Pública, per una Real Ordre del 13 d'octubre de l'esmentat any. Per la seva constant temperatura, aquestes aigües tenen efectes hipotermals i a més compten amb propietats hidrogeoquímiques i biològiques que són beneficioses per a la salut, de fet, el fet de posseir una composició química de 700mg/l sulfatat-magnèsiques bicarbonatat mixtes, permet considerar-les com oligometàliques de mitja mineralització.
La zona en la qual es troba la font, que en l'actualitat està constituïda per un grup de canelles en un mur fet de pedra de maçoneria, amb plaques ceràmiques d'imatges decorant-la, a més d'un altre conjunt de taulells ceràmics que recullen part de la història de la font (que en realitat diuen és una porta que dona accés a la cova de la qual brolla l'aigua i que en estar tancada permet mantenir la sortida d'aigua neta d'impureses); és una curiosa zona en la qual el riu forma de manera natural piscines que són utilitzades de forma massiva tant pels habitants del municipi com per altres persones que venen de diferents llocs. A més, l'aigua que brolla de les deus és la que s'utilitza des de per regar les riberes del Mijares, com per al consum urbà de la població, i també per proveir al Centre de Hidroteràpia de Montanejos, on aquestes aigües s'utilitzen per a tractaments de salut i bellesa.{